# Чабунин, Иван Фёдорович
Иван Фёдорович Чабунин (1 сентября 1909, дер. Малое Беломутово, Рязанская губерния — 16 апреля 1977, Москва) — участник Великой Отечественной войны, Герой Советского Союза (10 апреля 1945), полковник.

## Биография

Памятник И. Ф. Чабунину в городе Спас-Клепики

Родился в семье крестьянина, русский. Окончил 3 курса архитектурно-строительного института, работал старшим инженером строительного отдела Лесхимпроекта.
В 1934—1935 годах служил в Красной Армии. С началом Великой Отечественной войны — в Красной армии; в 1941 году окончил КУКС при Военно-инженерной академии. В боях — с мая 1942 года. В 1944 году вступил в ВКП(б).
3 августа 1944 года, будучи командиром 18-го понтонно-мостового батальона (3-я понтонно-мостовая бригада, 3-я гвардейская танковая армия, 1-й Украинский фронт), майор И. Ф. Чабунин при форсировании реки Висла в районе населённого пункта Коло (западнее города Баранув-Сандомерский, Польша) умело руководил паромом, переправами, что обеспечило в короткий срок переправу танкового корпуса, захват и удержание плацдарма. Был ранен, но оставался в строю.
Звание Героя Советского Союза присвоено 10 апреля 1945.
После войны продолжал службу в армии. В 1969 уволен в запас в звании полковника, жил и работал в Москве.
Похоронен на Кузьминском кладбище Москвы, участок 62.

## Память
- Памятник М. Ф. Чабунину установлен в городе Спас-Клепики.
- Фотография М. Ф. Чабунина размещена на информационном щите «Герои Клепиковской земли» в посёлке Тума.
- Имя героя увековечено на Мемориале Победы в Великой Отечественной войне на площади Победы в Рязани.
- Звезда Героя Советского Союза, принадлежащая М. Ф. Чабунину представлена в экспозиции «Оружие Победы» нижегородского музея «Назад в СССР»